# Горикот
Горикот (англ. Gorikot, урду گوریکوٹ‎) — небольшой город на севере Пакистана, в составе территории Гилгит-Балтистан. Административный центр округа Астор.

## География
Город находится в южной части Гилгит-Балтистана, в левобережной части долины реки Астор, на расстоянии приблизительно 80 километров к юго-востоку от Гилгита, административного центра территории.
Абсолютная высота — 2556 метров над уровнем моря.

## Климат
Климатические условия деревни характеризуются как влажный континентальный климат с тёплым летом (Dfb в классификации климатов Кёппена). Среднегодовое количество атмосферных осадков — 464 мм. Средние показатели температуры воздуха варьируются от −4,8 °C (в январе), до 20 °C (в июле).

## Транспорт
Ближайший аэропорт расположен в городе Скарду.